# Bingen (Bade-Wurtemberg)
Pour les articles homonymes, voir Bingen.
Bingen est une commune allemande du Bade-Wurtemberg dans l'arrondissement de Sigmaringen.

## Géographie

### Situation géographique
Bingen est situé pres de Sigmaringen.

### L'organisation de la commune
La commune se compose de Bingen et des quartiers Hitzkofen, Hochberg et Hornstein.
| Blason     | Wappen | Wappen    | Wappen   | Wappen    |
| Quartier   | Bingen | Hitzkofen | Hochberg | Hornstein |
| Habitants  | -      | -         | -        | -         |
| Superficie | -      | -         | -        | -         |
| ---------- | ------ | --------- | -------- | --------- |

## Culture et monuments

### Monuments
- Ruine Burg Hornstein
- Ruine Bittelschieß

## Personnalités
- Johann Schreck (1576-1630), aussi Terrentius Constantiensis, Deng Yuhan Hanpo, Deng Zhen Lohan, jésuite, missionnaire en Chine, botaniste, astronome
- Tanja Gönner, (1969- ), (CDU)